# 宋德福 (1946年)
宋德福（1946年3月3日—2007年9月13日） ，河北盐山人，中华人民共和国政治人物。大专学历。1965年参加中国人民解放军，并于同年加入中国共产党，是中共第十二届中央候补委员，第十三届、十四届、十五届、十六届中央委员，第九届全国政协常委。曾任中國共青團中央書記處第一書記、人事部部長、中央人才工作協調小組副組長、中共福建省委书记、福建省人大常委会主任。2007年9月13日凌晨4时56分，因病在北京逝世，享壽61岁。

## 生平
宋德福于1965年10月入伍；曾在中国人民解放军空军中历任战士、排长、空军雷达连副指导员，空军军政治部干事、秘书。1972年6月起，历任空军政治部组织部青年科干事、副科长、科长，青年处处长。1983年2月，任解放军总政治部组织部青年处副处长。1983年12月，出任共青团中央书记处书记、团中央直属机关党委书记；1985年8月，在胡锦涛调任中共贵州省委书记后，宋德福随即接任团中央书记处第一书记；此后，他还曾兼总政治部组织部副部长（少将军衔），中国青年政治学院院长，青年思想教育研究中心主任。1991年7月，明确为正部长级干部。期间，他于1985年2月至1988年3月在中共北京市委党校思想政治教育专业学习，获大专学历；1988年9月至1990年7月在中国政法大学研究生进修班学习。
1993年3月，在第八届全国人大一次会议上，宋德福进入李鹏“内阁”，出任国务院人事部部长，同时兼任中共中央组织部副部长、国务院军队转业干部安置工作小组组长、中央机构编制委员会办公室主任等职。五年之后的1998年3月，朱镕基组阁；宋德福继续留任人事部部长；并且是朱镕基在任内推行的国务院机构改革方案的主要负责人之一。2000年，厦门远华特大走私案曝光，福建省一大批官员涉案落马，宋德福临危受命，在当年12月出任中共福建省委书记；2002年1月起，还兼任福建省人大常委会主任。
自2003年5月起，宋德福因罹患肝癌住院治疗。2004年2月，福建省委书记由卢展工代理。12月，中共中央宣布，宋德福不再担任福建省委书记、常委、委员职务；副书记卢展工，出任省委书记职务。  
宋德福在此后的日子里，任中央人才工作协调小组第一副组长，以治病休养为主。2007年9月13日凌晨4时56分，宋德福在北京病逝，享壽61岁。官方新华网在第二天对外发出讣告。9月19日，在宋德福遗体告别仪式上，按照宋德福的遗愿，他穿着军装、系着红领巾、身上覆盖着中国共产党党旗，枕边放着中国共青团团旗。

## 评价
宋德福出身中共干部家庭，十九岁参军，到1993年退役。1983年宋德福由军队推荐，进入共青团中央任职，曾与胡锦涛共事，并于1985年接替胡出任共青团第一书记，同时兼任总政治部组织部副部长。从1985年到1993年，宋德福一直是共青团中央的主要负责人。而在这段时间，先后和他一起在共青团中央共事的有刘延东、张宝顺、李克强、李源潮、刘奇葆、袁纯清等日后中国政坛的“中坚力量”。1993年，宋德福转到国务院人事部任职部長，并以47岁的年龄成为当时最年轻的部长。
宋德福任福建省委书记后，着力构建山海协作、对内联接、对外开放三条战略通道，按三个层面、三个阶段同时推进全省经济协调发展，在完善基础设施，改善创业环境，调整发展布局，扩大经济腹地，促进生产要素优化组合等方面做了大量工作。担任福建省委书记期间，与宋德福共事的省长分别是后来成为党和国家最高领导人的习近平，以及担任过全国政协副主席的卢展工。
2002年中共新一代领导人上台，宋德福在同僚中一直都被外界看好，认为他的政治资历最丰富，不仅拥有军队的背景，团中央、国务院主要部门负责人的工作经历，还有地方省委书记的资历。但由于身体健康的原因，最终宋德福也没有机会在更大的政治舞台上施展自己的抱负。